# Gagea granatellii
Gagea granatellii là một loài thực vật có hoa trong họ Liliaceae. Loài này được (Parl.) Parl. miêu tả khoa học đầu tiên năm 1845.